# Jordi Coll Serra
Jordi Coll Serra   (Mataró, 6 de setembre de 1985) és un actor, cantant i ballarí català.
Fou graduat pel Col·legi del Teatre de Barcelona i ha participat en nombroses produccions de teatre musical com El Petit Príncep, Grease, Fama o Hair i de sèries televisives com Infidels, El secreto de Puente Viejo, Acacias 38, L'altra mirada, Merlí: Sapere Aude o Com si fos ahir.